# Schönberg, Lauenburg
Schönberg là một đô thị thuộc huyện Lauenburg, trong bang Schleswig-Holstein, nước Đức. Đô thị Schönberg, Lauenburg có diện tích 14,78 km², dân số thời điểm 31 tháng 12 năm 2006 là 1315 người.